# Len Hutton
Sir Leonard Hutton est un joueur de cricket international anglais né le 23 juin 1916 à Fulneck dans le Yorkshire et mort le 6 septembre 1990 à Kingston upon Thames dans le Surrey.
Ce batteur professionnel effectue sa carrière au sein du Yorkshire County Cricket Club entre 1934 et 1955. International à partir de 1937, il devient capitaine de l'équipe d'Angleterre en 1952, rompant avec la tradition établie depuis le début du XXe siècle que le poste doit revenir à un amateur.

## Honneurs et distinctions
- Un des cinq Wisden Cricketers of the Year de l'année 1938.
- Anobli en 1956. Il est le deuxième professionnel après Jack Hobbs à avoir été distingué de cette manière[2].
- Membre de l'ICC Cricket Hall of Fame depuis 2009 (membre inaugural).

## Records et performances
Hutton bat le record du monde du plus grand nombre de runs en une manche en Test cricket lorsqu'il marque 364 runs contre l'Australie fin août 1938 à The Oval, un record qui appartenait depuis 1933 à son compatriote Wally Hammond et qui sera battu vingt ans plus tard par Garfield Sobers. Sa performance est encore à ce jour la sixième de tous les temps et la meilleure réalisée par un anglais.